# Wital Taras
Wital Walancinawicz Taras (biał. Віталь Валянцінавіч Тарас; ur. 6 maja 1956 w Mińsku, zm. 18 stycznia 2011 tamże) – białoruski dziennikarz, publistysta, członek białoruskiego PEN Clubu, Związku Pisarzy Białoruskich i Białoruskiego Zrzeszenia Dziennikarzy; syn pisarza Walancina Tarasa.

## Życiorys
Urodził się 6 kwietnia 1956 roku w Mińsku, w Białoruskiej SRR, ZSRR, w inteligenckiej rodzinie. Jego ojciec, Walancin, był poetą, tłumaczem, publicystą; matka Rehina wiele lat pracowała w telewizji, a dziadek Jafim był artystą. Wychowanie i rodzinne tradycje miały wpływ na późniejszy światopogląd Tarasa i na jego wybór zawodu.
Jego pierwsze artykuły ukazały się w 1973 roku na łamach czasopisma „Znamia Junosti”. W 1983 roku ukończył wieczorowo studia na Wydziale Dziennikarstwa Białoruskiego Uniwersytetu Państwowego. Pracował jako redaktor w białoruskiej telewizji, w gazetach „Litaratura i Mastactwa” (pod redakcją A. Wiarcinskiego), „Kultura” i w rosyjskiej „Obszczej Gaziecie”. Później wiele lat pracował dla Radia Swaboda – białoruskiego oddziału Radia Wolna Europa. Był współpracownikiem redakcji w Pradze, prowadził program Wykradańnie Biełarusi, poświęcone przywracaniu Białorusi w kontekst europejski i światowy. Po powrocie z Pragi do Mińska pracował dla niezależnej gazety „Nasza Niwa”, a także dla wydawnictw podziemnych. W 1996 roku za swoją pracę dziennikarską w Radiu Swaboda otrzymał od białoruskiego PEN Clubu nagrodę im. Alesia Adamowicza (w kategorii publicystyka radiowa). Był członkiem Białoruskiego Stowarzyszenia Dziennikarzy od momentu jego założenia. Od 2009 roku był członkiem białoruskiego PEN Clubu.
Wital Taras zmarł w wyniku długotrwałej choroby nowotworowej. Następnego dnia po śmierci dziennikarza do domu, w którym znajdowało się ciało, przybyła milicja celem sporządzenia protokołu. W trakcie wizyty funkcjonariusz milicji pobrał odciski palców zmarłego, mimo protestów rodziny i faktu, że jest to działanie niezgodne z prawem. Wital Taras za życia odmawiał milicji zgody na pobranie odcisków palców. Pochowany został na Cmentarzu Północnym w Mińsku.

## Publikacje
Wybrane publikacje Witala Tarasa zostały wydane w formie dwóch książek. Pierwsza z nich, pt. Zwykłaje zło została wydana w ramach serii Kniharnia „Naszaj Niwy” w roku 2006 (według innego źródła – 2007). Wital Taras został za nią przyjęty do Związku Pisarzy Białoruskich. Drugą, pt. Chronika biahuczych padziej, wydano w lutym 2010 roku. Autor poświęcił ją pamięci zmarłego w 2009 roku ojca.

## Życie prywatne
Wital Taras miał żonę, Alenę i syna.